# Замостье (Ям-Тёсовское сельское поселение)
Замостье — деревня в Ям-Тёсовском сельском поселении Лужского района Ленинградской области.

## История
ЗАМОСТЬЕ — деревня при реке Тесове. Замостьского сельского общества, прихода села Флоровского.
 
Крестьянских дворов — 26. Строений — 122, в том числе жилых — 25. Водяная и ветряная мельницы. 

Число жителей по семейным спискам 1879 г.: 68 м. п., 64 ж. п.; по приходским сведениям 1879 г.: 69 м. п., 59 ж. п.

В конце XIX — начале XX века деревня административно относилась к Тёсовской волости 3-го стана 3-го земского участка Новгородского уезда Новгородской губернии.

ЗАМОСТЬЕ — деревня Замостьского сельского общества, дворов — 32, жилых домов — 32, число жителей: 111 м. п., 106 ж. п. 

Занятия жителей — земледелие, выпас телят. Хлебозапасный магазин, водяная мельница, мелочная лавка. (1907 год)

Согласно карте из «Исторического атласа Санкт-Петербургской Губернии» 1915 года деревня Замостье насчитывала 20 крестьянских дворов.
С 1917 по 1927 год деревня Замостье входила в состав Тёсовской волости Новгородского уезда Новгородской губернии.
С 1927 года, в составе Березинского сельсовета Оредежского района.
В 1928 году население деревни Замостье составляло 206 человек.
По данным 1933 года деревня Замостье являлась административным центром Березновского сельсовета Оредежского района, в который входили 6 населённых пунктов: деревни Замостье, Ново-Березно, Салони, Старо-Березно, Туховежи, Умницы, общей численностью населения 927 человек.
По данным 1936 года деревня Замостье являлась административным центром Новоберезенского сельсовета, в который входили 6 населённых пунктов, 186 хозяйств и 4 колхоза.
Деревня была освобождена от немецко-фашистских оккупантов 4 февраля 1944 года.
С 1959 года, в составе Волосковского сельсовета Лужского района.
В 1965 году население деревни Замостье составляло 42 человека.
По данным 1966 и 1973 годов деревня Замостье также входила в состав Волосковского сельсовета Лужского района.
По данным 1990 года деревня Замостье входила в состав Ям-Тёсовского сельсовета.
По данным 1997 года в деревне Замостье Ям-Тёсовской волости проживали 6 человек, в 2002 году — 10 человек (все русские).
В 2007 году в деревне Замостье Ям-Тёсовского СП проживали 3 человека, в 2010 году — 2, в 2013 году — 8.

## География
Деревня расположена в восточной части района на автодороге 41К-662 (Оредеж — Тёсово-4 — Чолово).
Расстояние до административного центра поселения — 15 км.
Расстояние до ближайшей железнодорожной станции Чолово — 21 км. 
Деревня расположена на левом берегу реки Тёсова в месте впадения в неё реки Березенка.

## Демография
| 1879 | 1909 | 1928 | 1965 | 1997 | 2007 | 2010 |
| ---- | ---- | ---- | ---- | ---- | ---- | ---- |
| 132  | ↗217 | ↘206 | ↘42  | ↘6   | ↘3   | ↘2   |
| 2013 | 2017 |      |      |      |      |      |
| ↗8   | ↘5   |      |      |      |      |      |

## Улицы
Центральная.